# The Vaselines
The Vaselines — шотландський альтернативний рок-гурт із Ґлазґо. Заснований у 1986 році колектив спершу складався лише з гітариста Юджина Келлі та вокалістки Френсіс Маккі. Згодом до них приєдналися бас-гітарист Джеймс Сінен і брат Юджина, Чарлі Келлі як ударник.

## Учасники гурту
Теперішні учасники
- Юджин Келлі — вокал, гітара
- Френсіс Маккі — вокал, гітара
- Стіві Джексон — гітара
- Боббі Кілді — бас-гітара
- Майкл МакГаугрін — ударні

Колишні учасники
- Джеймс Сінен — бас-гітара
- Чарлі Келлі — ударні

## Дискографія
Студійні альбоми
- Dum-Dum (1989)
- Sex with an X (2010)
- V for Vaselines (2014)

Міні-альбоми
- Son of a Gun (1987)
- Dying for It (1988)